# Sceloporus cyanogenys
Sceloporus cyanogenys (синьогорла колюча ігуана) — вид ігуаноподібних ящірок родини фриносомових (Phrynosomatidae). Мешкає в Сполучених Штатах Америки і Мексиці.

## Опис

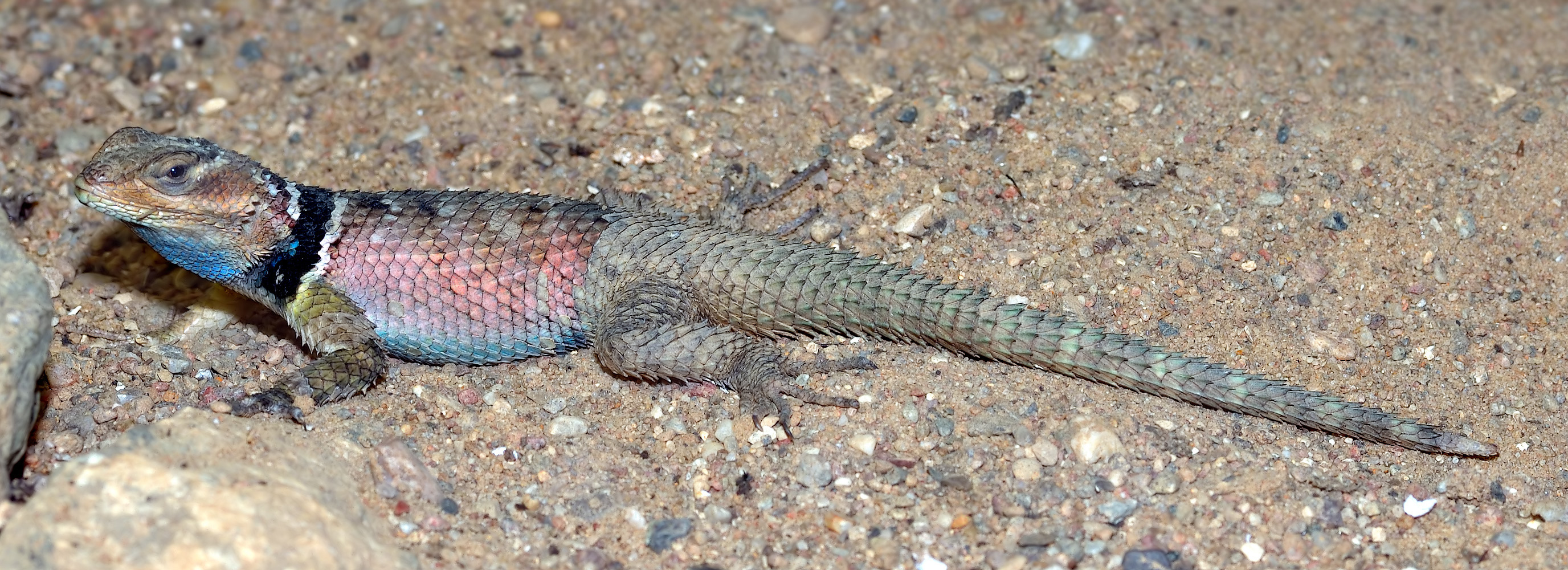
Синьогорла колюча ігуана

Довжина синьогорлих колючих ігуан варіюється від 13 до 36 см (враховуючи хвіст). Голова у них середнього розміру, широка, сплющена. Тулуб циліндричної форми. Хвіст довгий, звужується на кінці. Кінцівки розвинені, міцні, задні лапи є довшими за передні. Забарвлення переважно сірувато-коричневе, горло і живіт блакитні, на шиї є характерний чорно-білий смугастий візерунок, спина і шия поцятковані світлими плямками. Самці мають більш яскраве забарвлення, ніж самиці, на верхній частині тіла у них є зеленувато-синій візерунок, верхня сторона ніг бронзова, горло яскраво-синє, шипи на стегнах більш виражені.

## Поширення і екологія
Синьогорлі колючі ігуани мешкають на півдні Техасу (на південь від річки Девілс і округа Старр), на сході Коауїли, в Нуево-Леоні і Тамауліпасі. Вони живуть в посушливих кам'янистих місцевостях, серед скель і валунів, на стрімких схилах та в покинутих кам'яних будівлях. Живляться переважно комахами, іноді дрібними гризунами. Яйцеживородні, самиці народжують від 6 до 18 дитинчат.